# Ivan Golikov
Ivan Ivanovitj Golikov (ryska: Иван Иванович Голиков), född 1735 i Kursk, död 1801, var en rysk historiker.
Golikov, som var son till en köpman i Kursk, ägnade sig åt affärsverksamhet, men bedrev samtidigt historiska studier. Han kom som ledamot Katarina II:s lagberedningskommitté (1767) i kontakt med framstående män. På grund av oegentligheter i vodkahandel dömdes han till sibirisk deportation 1782, men benådades med anledning av att monumentet över Peter den store invigdes. Han lovade då att ägna sitt återstående liv åt tsarens minne och infriade detta löfte på ett glänsande sätt.
I sitt bibliotek, som sedermera införlivades med Michail Pogodins arkiv, samlade Golikov 1 500 tryck- och handskrifter rörande Peter I:s historia, dels ur landsortsarkiv och utrikeskollegiets papper, dels efter folkliga traditioner. Hau utgav 1788-89 ut resultatet av sin forskning under titeln Djejanija Petra Velikago, mudrago preobrazitelja Rossii ("Historien om Peter den store, Rysslands vise omdanare"; ny upplaga 1837-43), vartill kom ej mindre än 18 supplementband (1790-97). Trots bristen på vetenskaplig kritik hade Golikovs verk stor betydelse genom den systematiska redogörelsen för en mängd fakta och blev i viss mån oumbärligt för den följande historieforskningen om Rysslands omdaning (Nikolaj Ustrjalov och Sergej Solovjov).